# Bowery Ballroom
Manhattan, Bowery Ballroom.

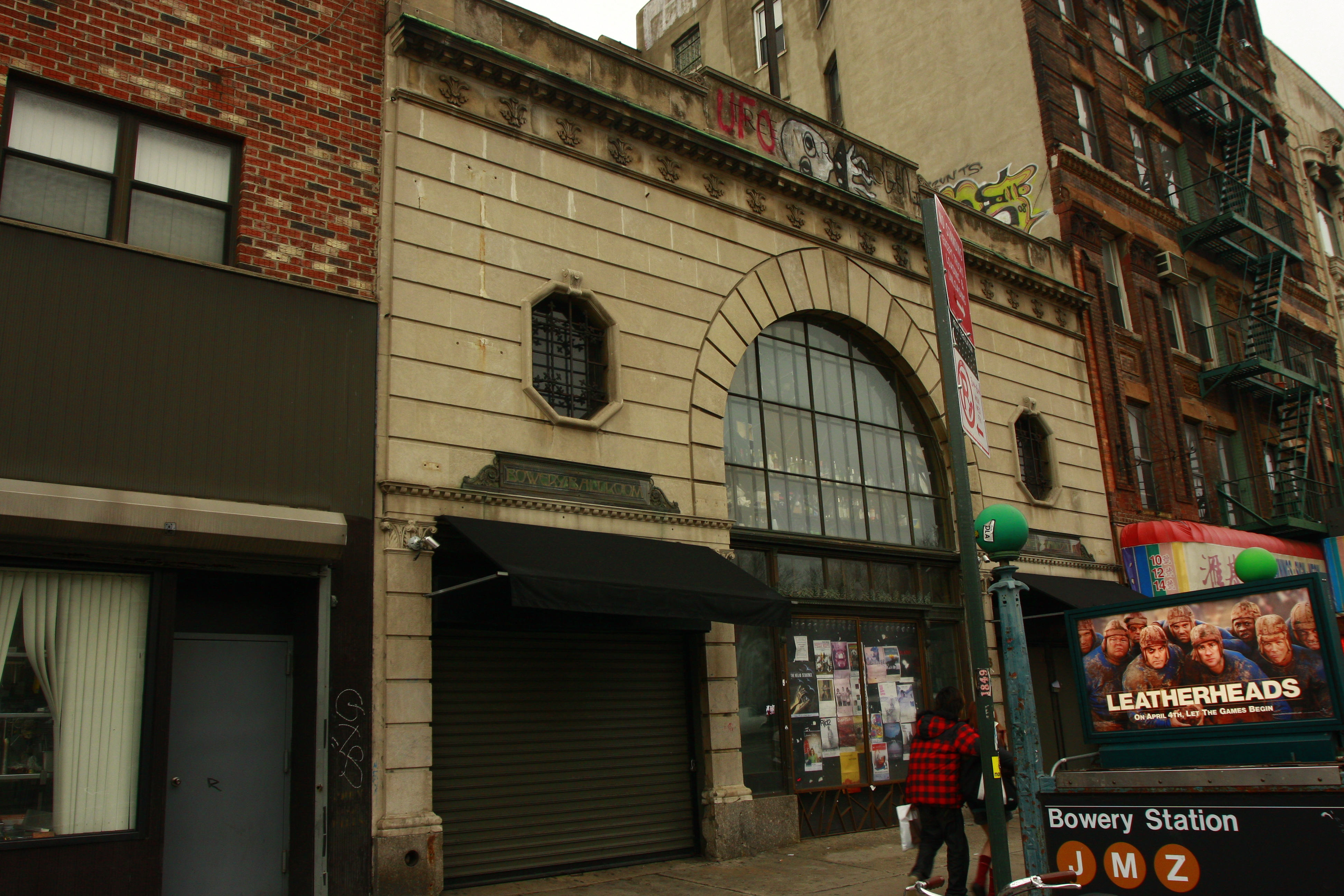
Bowery Ballroom

Bowery Ballroom é uma sala de concerto na seção da Bowery que fica localizado na cidade de Nova Iorque.
Foi Fundado em 1998 por Michael Swier, Michael Winsch, e Brian Swier . Foi reconhecida pela revista Rolling Stone que concedeu-lhe o título de 1º lugar no ranking de Melhor Clube da América.
A estrutura, no número 6 da rua Delancey, foi construída pouco antes do colapso da bolsa de valores de Nova Iorque (New York Stock Exchange), ocorrido no dia 24 de outubro de 1929, dia que também ficou conhecido como Quinta-Feira Negra.
O prédio ficou vago até o final da Segunda Guerra Mundial, quando se tornou uma loja de alta qualidade de varejo. O bairro posteriormente entrou em declínio novamente, assim como a quantidade de empresas que antes do declínio ocupavam muito espaço. No ano de 1997, o local que possui uma uma capacidade de 575 pessoas, foi convertido em uma sala de concerto.
Diretamente em frente a entrada do local está a Estação Bowery na BMT Nassau Street Line J/Z (serviço de metrô em Nova Iorque) do metrô de Nova York. O clube serve como o homônimo álbum de Joan Baez, intitulado Bowery Songs, gravado ao vivo em um concerto no Bowery Ballroom em 6 de novembro de 2004.

## Atos notáveis
Patti Smith, cantora, poetisa e multiartista norte-americana, se apresentou na véspera de Ano-Novo no Bowery Ballroom por quatorze anos consecutivos. O local também ganhou destaque quando apareceu no filme de comédia romântica dos anos 2.000 intitulado Coyote Ugly (conhecido no Brasil como Show Bar) que foi estrelado pela atriz norte-americana Piper Perabo. Além disso, também apareceu no filme de 2008 Nick and Norah's Infinite Playlist.